# Мозирський повіт (Велике князівство Литовське)
Мозирський повіт — адміністративно-територіальна одиниця у складі Київського, пізніше Мінського воєводства Великого князівства Литовського. Центр — місто Мозир.

## Історія
Утворений під час адміністративно-територіальної реформи 1565—1566 років у складі Київського воєводства.
Під час укладання Люблінської унії 1569 року мозирська шляхта відмовилася переходити під юрисдикцію Королівства Польського, повіт залишився у складі Великого князівства Литовського й увійшов до складу Мінського воєводства.
20 січня 1793 року внаслідок другого поділу Речі Посполитої територія повіту опинилася у складі Російської імперії.
У листопаді 1793 року на Мозирщині з'явився письмовий універсал Тадеуша Костюшка із закликом, щоб «збиралися громадяни до відновлення Вітчизни».

## Положення

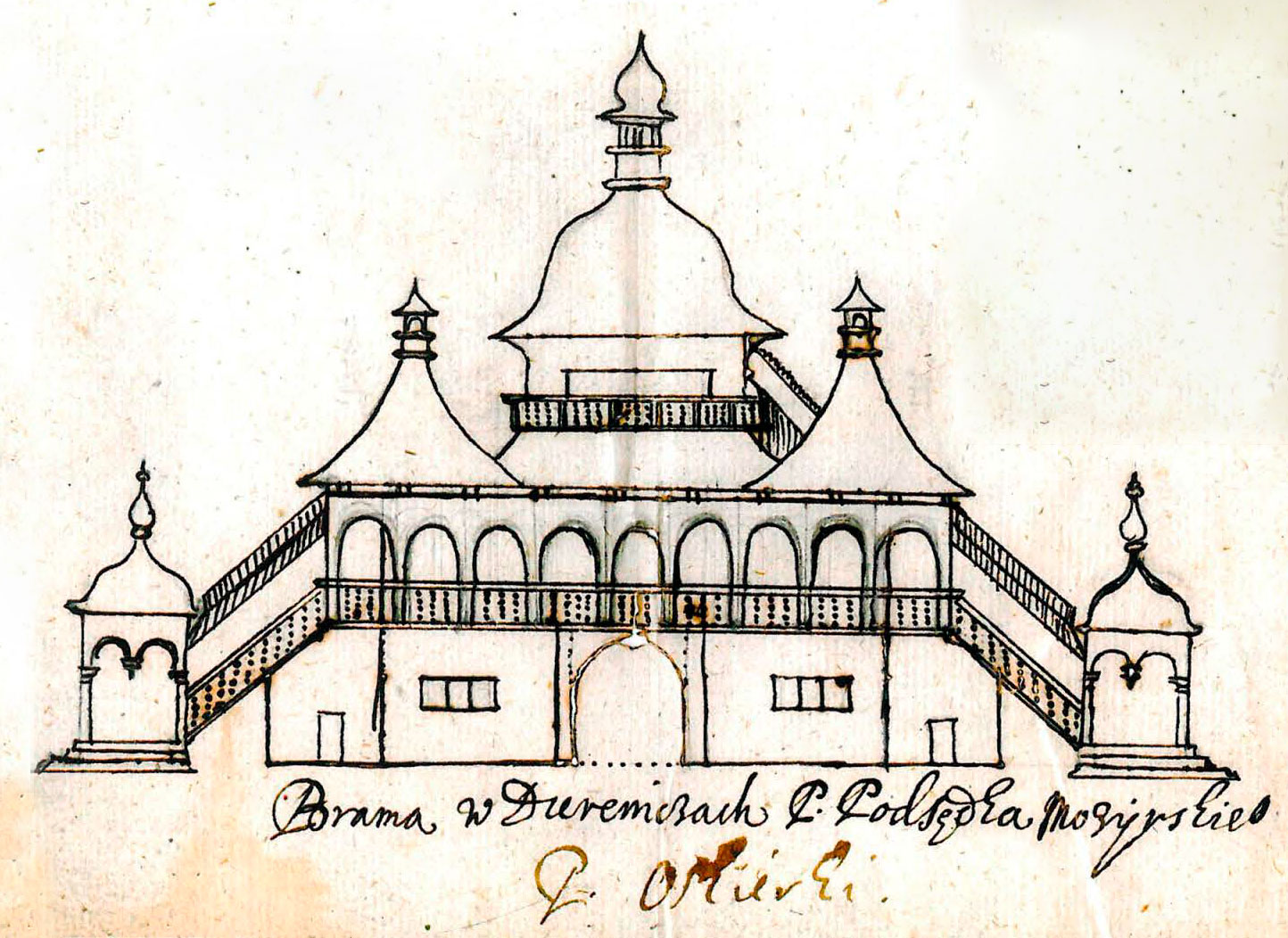
Брама в Дуремичах, XVII століття

На півночі межував із Слуцьким князівством і Новогрудським повітом Новогрудського воєводства, на заході — з Пінським повітом Берестейського воєводства, на півдні — з Київським воєводством, на сході — з Річицьким повітом Мінського воєводства.
До складу Мозирського повіту входила територія Мозирського городового, Бчицького і Убарцького староств (державних волостей) і прилеглі приватні маєтки.
Найзначніші містечка: Копаткевичі, Єльськ, Лельчиці, Ленін, Наровля, Петриков, Скригалів (згідно з Географічним словником Королівства Польського — Озаричі і Кімборовка). Також на території повіту знаходилися містечка Антонов, Барбаров, Біла Сорока і Юровичі. Магдебурзьке право отримав тільки Мозир (28.01.1577).

## Населення

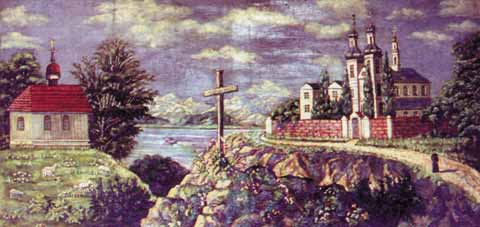
Панорама Юровичів

У середині XVII століття налічувалося 5276 димів. Згідно з сучасними підрахунками, до московсько-польської війни (1654—1667) чисельність населення становило близько 37 тис. осіб, після війни вона скоротилася до 15 тис. осіб.
Згідно з люстрацією у 1775 році у повіті було 5350 димів.

## Уряди
Повітовий сеймик проходив у Мозирі, там же були підкоморський, земський, гродські суди. Мозирська шляхта обирала двох послів до Сейму і двох депутатів до Головного трибуналу.
На Гродненському Сейму 12 січня 1793 року заради збільшення кількості сенаторів від Великого князівства Литовського номінували каштеляна мозирського шляхом підвищення до каштеляна місцевого повітового предводителя, яким на той момент був князь Мацей Казимир Оскерко. Він отримав привілей 26 жовтня 1793 року, але вже у грудні того ж року нова адміністративно-територіальна реформа Речі Посполитої скасувала мозирську каштелянію. Як наслідок, каштелян мозирський зберіг свій титул, але вже не мав сенаторських повноважень.

## Символіка
Міський герб отримав тільки Мозир.